# 加奥区
加奥区（法语： 班巴拉语: ߜߊߏ ߘߌߣߋߖߊ）是马里的一个大区，首府加奥。

## 地理
加奥区北部与基达尔区接壤，西部有通布图区和陶德尼特区，东部与梅纳卡区接壤，南部大部分地区与尼日尔的塔瓦大区和蒂拉贝里大区接壤，一部分与布基纳法索的萨赫勒大区接壤。

## 人口
加奥地区的常见民族包括桑海人、博若人、图阿雷格人、班巴拉人和孔塔人。
加奥地区是马里的一部分，马里北部在2012年图阿雷格叛乱期间被阿扎瓦德民族解放运动（MNLA）分离并宣布独立。在加奥战役后，MNLA失去了对伊斯兰恐怖主义的控制。战争期间还发生了其他几场战斗，特别是在加奥。

## 行政区划
| 省名     | 面积 (km2) | 人口 2009年人口普查 |
| -------- | ---------- | ------------------- |
| 安松戈省 | 23,614     | 132,205             |
| 布雷姆省 | 43,000     | 115,958             |
| 加奥省   | 31,250     | 239,853             |